# Margaret Molesworth
Margaret Mutch Molesworth (ur. 18 października 1894 w Brisbane, zm. 9 lipca 1985) – australijska tenisistka, pierwsza zwyciężczyni mistrzostw Australii (obecnie wielkoszlemowy turniej Australian Open) z 1922 i 1923 roku.
Mutch pochodziła z australijskiego stanu Queensland. 19 czerwca 1918 poślubiła Bevila Hugh Moleswortha, który zajmował się pracą w radio. W 1914 roku wygrała swój pierwszy ważny turniej, grę podwójną kobiet właśnie w Queensland. Przez następne pięć lat zawody nie odbywały się ze względu na I wojnę światową. Tuż po zakończeniu działań zbrojnych Australijka zaczęła zdobywać tytuły w kolejnych stanach: Nowej Południowej Walii, Wiktorii, Australii Południowej i na Tasmanii. Rok później, w 1922 roku, w pierwszym kobiecym finale mistrzostw Australii pokonała Esnę Boyd Robertson 6:3, 10:8. Rok później wystąpiła we wszystkich trzech finałach tej imprezy. W singlu znów była lepsza od Boyd Robertson, w deblu razem z Emily Hood Westacott musiała uznać wyższość tej właśnie rywalki i jej partnerki, Sylvii Lance Harper, a w mikście przegrała u boku Berta St. Johna z Lance Harper i Horace'em Rice'em. W 1924, głównie z powodów zdrowotnych, zdecydowała się na zakończenie kariery sportowej. Powróciła kilka lat później, w 1934 ponownie dochodząc do finału gry pojedynczej Australian Open (przegrała z Joan Hartigan). Wtedy też zaczęła odnosić sukcesy w deblu, wraz z Hood Westacott sięgnęła po mistrzostwa edycji 1930, 1933 i 1934.
Ze względu na geograficzne położenie Australii, Molesworth nie miała możliwości rywalizowania za granicą. W 1934 po raz pierwszy miała szansę występu w mistrzostwach Francji i na Wimbledonie. Dopiero wtedy, w wieku czterdziestu lat, w Paryżu osiągnęła 1/8 finału.
Molesworth była pierwszą australijską kobietą, która została sklasyfikowana w światowych rankingach tenisowych. Według The Daily Telegraph zajmowała dziesiątą pozycję na świecie w okresie swoich największych sukcesów w mistrzostwach Australii.
Po zakończeniu kariery została jedną z pierwszych kobiet-trenerek w Australii. Interesowała się tenisem do końca swojego życia, czyli do roku 1985.